# Nova Widianto
Nova Widianto, né le 10 octobre 1977 à Klaten, est un joueur indonésien de badminton professionnel spécialiste du double mixte. 
Il a remporté la médaille d'argent aux Jeux olympiques d'été de 2008 avec sa partenaire Liliyana Natsir. Il est également double champion du monde de double mixte avec Liliyana Natsir en 2005 et 2007 et vice-champion du monde de double mixte en 2009.